# Catedral basílica de San Esteban (Budapest)
La basílica catedral de san Esteban (en húngaro: Szent István-bazilika) es un edificio religioso de culto católico, bajo el patrocinio del san Esteban I de Hungría, situada en la ciudad de Budapest, capital de Hungría. Es la concatedral de la arquidiócesis de Estrigonia-Budapest.
La basílica es la catedral de Budapest y, tal como su nombre indica, tiene el título de "basílica menor" otorgado en 1931 por el papa Pío XI.

## Arquitectura

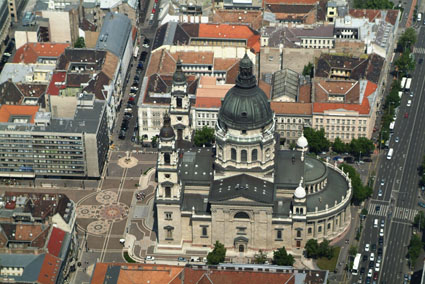
Vista aérea.

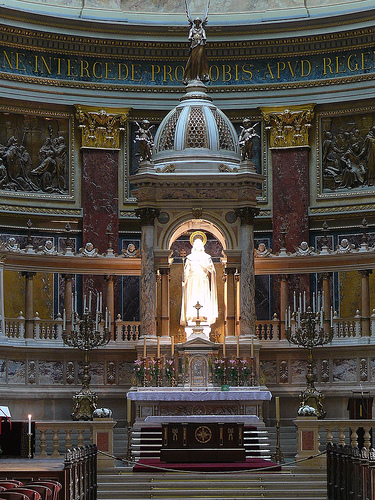
Altar mayor.

Junto con el Parlamento de Budapest, son los dos edificios más altos de la ciudad (con 96 m), además del segundo edificio religioso más grande del país, con capacidad para 8.500 personas.
Se comenzó a construir sobre el año 1851, concluyéndose 54 años después, en el año 1905, siendo consagrada ese mismo año. Los retrasos en las obras se debieron a que la cúpula tuvo que ser demolida en 1868 y reconstruida. El arquitecto principal fue el húngaro Miklós Ybl.
Bajo el gran edificio, cuya fachada principal mira hacia el cercano río Danubio, se tuvo que construir una cimentación de tres niveles, casi tan grande como la propia iglesia.
Fue construida bajo los cánones del estilo neoclásico, con planta de cruz griega, de 87 m de largo por 55 m de ancho. La fachada principal se completa con dos torres gemelas a modo de campanarios; en la torre derecha se encuentra la campana más pesada (con nueve toneladas de peso) y grande de Hungría; la anterior, de 8 toneladas, fue fundida durante la II Guerra Mundial.
Desde la cúpula hay vistas panorámicas de Budapest; se accede a lo más alto en ascensores o por 364 escalones.
En la capilla ubicada tras el ábside, se conserva la reliquia más importante de la cristiandad húngara: la Santa Diestra, es decir, la mano momificada del rey Esteban I, primer rey de Hungría y santo.
La basílica cuenta con una suntuosa decoración en su interior, con pinturas, placados de mármoles y jaspes, relieves y esculturas, completada a lo largo de los siglos XIX y XX. De entre las obras de arte, destacan las estatuas de Alajos Stróbl y la pintura de Gyula Benczúr, San Esteban pide la protección de la Virgen para el país.
Tiene buen acústica y se organizan en la catedral basílica numerosos conciertos.